# Innervisions
Innervisions es un álbum de Stevie Wonder, editado por Tamla/Motown el 3 de agosto de 1973. Fue el tercero de los cinco álbumes de su llamado período clásico, junto a  Music of My Mind, Talking Book, Fulfillingness' First Finale y Songs in the Key of Life. Los nueve temas que componen el álbum cubren un amplio espectro de cuestiones y temas: desde las referencias al mundo de las drogas en "Too High" y "Don't You Worry 'bout a Thing", hasta la abierta denuncia social de "Higher Ground" y "Living for the City", pasando por baladas románticas como "All in Love is Fair" y "Golden Lady."  
Como en muchos otros trabajos de Stevie Wonder, las letras, la composición y la producción quedan en manos del propio artista, quien además se hace cargo de la ejecución de casi todos los instrumentos en "Too High", "Living for the City", "Don't You Worry 'bout a Thing", "Higher Ground", "Jesus Children of America", y "He's Misstra Know-It-All".   
Innervisions recibió el premio Grammy al "Mejor Álbum del Año" y a la "Mejor Producción No-Clásica" en 1974, mientras que a "Living for the City" se le fue otorgado el Grammy al Mejor Tema R&B. Innervisions ha sido considerado por numerosos seguidores, críticos y colegas, como una de las mejores obras de Stevie Wonder, además de uno de los mejores álbumes de la historia del Pop. En 2001, el canal norteamericano VH1 designó el álbum como el "31-esimo" mejor álbum de todos los tiempos. En 2003 alcanzó el puesto 23 en el ranking de los mejores 500 álbumes de todos los tiempos elaborado por Rolling Stone.

## Lista de canciones
1. "Too High" – 4:37
2. "Visions" – 5:22
3. "Living for the City" – 7:22
4. "Golden Lady" – 4:58
5. "Higher Ground" – 3:42
6. "Jesus Children of America" – 4:10
7. "All in Love Is Fair" – 3:42
8. "Don't You Worry 'bout a Thing" – 4:44
9. "He's Misstra Know-It-All" – 5:35.

- Stevie Wonder - Voces e instrumentos adicionales.

Todos los temas escritos, producidos y arreglados por Stevie Wonder.

## Créditos

### Personal
- Stevie Wonder - voz, pianos acústicos y eléctricos, sintetizadores, armónica, batería
- Malcolm Cecil - bajo en "Visions"
- Dean Parks - guitarra acústica en "Visions"
- David "T" Walker - guitarra eléctrica en "Visions"
- Clarence Bell - órgano en "Golden Lady"
- Ralph Hammer - guitarra acústica en  "Golden Lady"
- Larry "Nastyee" Latimer - congas en "Golden Lady"
- Scott Edwards - bajo en "All in Love Is Fair"
- Yusuf Roahman – shaker en "Don't You Worry 'bout a Thing"
- Sheila Wilkerson - bongos y percusiones en "Don't You Worry 'bout a Thing"
- Willie Weeks - bajo en "He's Misstra Know-It-All"
- Lani Groves - coros en "Too High"
- Tasha Thomas - coros en "Too High"
- Jim Gilstrap - coros en "Too High"
- Minnie Riperton - coros en "Living for the City"
- Deniece Williams - coros en "Living for the City"
- Syreeta Wright - coros en "Living for the City"

## Lista de éxitos
| Año  | Categ.     | Posición |
| ---- | ---------- | -------- |
| 1973 | Pop Albums | 1        |

| Año  | Categ.       | Posición |
| ---- | ------------ | -------- |
| 1973 | Black Albums | 1        |
| 1973 | Pop Albums   | 4        |

| Año  | Sencillo                        | Categ.             | Posición |
| ---- | ------------------------------- | ------------------ | -------- |
| 1973 | "Higher Ground"                 | Adult Contemporary | 41       |
| 1973 | "Higher Ground"                 | Black Singles      | 1        |
| 1973 | "Higher Ground"                 | Pop Singles        | 4        |
| 1973 | "Living for the City"           | Black Singles      | 1        |
| 1974 | "Don't You Worry 'bout a Thing" | Adult Contemporary | 9        |
| 1974 | "Don't You Worry 'bout a Thing" | Black Singles      | 2        |
| 1974 | "Don't You Worry 'bout a Thing" | Pop Singles        | 16       |
| 1974 | "Living for the City"           | Pop Singles        | 8        |